# Unión de los Liberales y la Izquierda
La Unión de los Liberales y de la Izquierda (Samtök frjálslyndra og vinstri manna, SFV) fue un partido de la izquierda islandesa fundado en 1969 por Hannibal Valdimarsson formado por militantes de diferente origen contrarios a la permanencia de Islandia en la OTAN y a la presencia militar estadounidense en la isla. Participó en el gobierno de Ólafur Jóhannesson (1971-1974) con dos ministros.
| Alþingi |       |     |         |     |                                                     |
| Año     | Votos | %   | Escaños | +/- | Gobierno                                            |
| 1971    | 9 395 | 8,9 | 5/60    |     | Coalición con Partido Progresista y Alianza Popular |
| 1974    | 5.245 | 4,6 | 2/60    | 3   | Oposición                                           |
| 1978    | 4 073 | 3,3 | 0/60    | 2   |                                                     |